# Pucuksari
Pucuksari is een bestuurslaag in het regentschap Kendal van de provincie Midden-Java, Indonesië. Pucuksari telt 1829 inwoners (volkstelling 2010).